# 7人制ラグビー男子アイルランド代表
7人制ラグビー男子アイルランド代表（英語: Ireland national rugby sevens team）は、2024-25シーズンまで活動していた7人制ラグビーの男子アイルランド代表チームである。
ワールドラグビーセブンズシリーズ、ラグビーワールドカップセブンズなどに出場している。なおアイルランドが南北に分かれる以前からIRFUが存在していたので15人制代表と同様アイルランド共和国および北アイルランドから選手が選出された。

## 歴史
7人制ラグビー初の国際トーナメント大会1973年国際セブンズAサイド・トーナメント決勝でイングランド代表に敗れ準優勝。
その後2019年、香港セブンズコアチーム昇格決定戦決勝で香港代表を破りワールドラグビーセブンズシリーズコアチーム初昇格を決めた。
そして2021年、東京五輪最終予選決勝で7人制フランス代表を破って東京五輪出場権獲得。
2024-25 SVNSでは12チーム中11位となり、下位プレーオフでプール戦最下位となる。これにより、次季2025-26 SVNSのDIVISION2入りを逃した。
2025年5月15日、アイルランドラグビー協会は、財政難から7人制ラグビー男子アイルランド代表を解散することを発表した。7人制女子アイルランド代表は、女子15人制への育成経路として活動を続ける。

## 戦績

### 夏季オリンピック
| 年   | ラウンド         | 順位     | 試       | 勝       | 負       | 分       |
| ---- | ---------------- | -------- | -------- | -------- | -------- | -------- |
| 2016 | 出場なし         | 出場なし | 出場なし | 出場なし | 出場なし | 出場なし |
| 2021 | 予選ラウンド敗退 | 10位     | 5        | 2        | 3        | 0        |
| 2024 | 準々決勝敗退     | 6位      | 6        | 3        | 3        | 0        |
| 計   | 優勝 0 回        | 2/3      | 11       | 5        | 6        | 0        |

### ワールドカップ
| 年   | ラウンド             | 順位     | 試       | 勝       | 負       | 分       |
| ---- | -------------------- | -------- | -------- | -------- | -------- | -------- |
| 1993 | カップ準決勝敗退     | 3        | 9        | 6        | 3        | 0        |
| 1997 | ボウル準決勝敗退     | 19       | 6        | 1        | 5        | 0        |
| 2001 | ボウル準決勝敗退     | 19       | 6        | 2        | 4        | 0        |
| 2005 | プレート準々決勝敗退 | 13       | 6        | 2        | 4        | 0        |
| 2009 | ボウル準優勝         | 18       | 6        | 3        | 3        | 0        |
| 2013 | 出場なし             | 出場なし | 出場なし | 出場なし | 出場なし | 出場なし |
| 2018 | チャレンジ優勝       | 9        | 5        | 4        | 1        | 0        |
| 2022 | カップ準決勝敗退     | 3        | 5        | 4        | 1        | 0        |
| 計   | 優勝 0回             | 7/8      | 43       | 22       | 21       | 0        |

### ワールドセブンズシリーズ
- ※コアチームとして在籍したシーズンのみ
- 2019-2020シーズン - 10位
- 2021-2022シーズン - 5位
- 2022-2023シーズン - 8位
- 2023-2024シーズン - 5位

## 直近大会の代表スコッド
パリ2024五輪スコッド
1. ナイアル・コマフォード
2. ジョーダン・コンロイ
3. ヒューゴ・キーナン
4. ジャック・ケリー
5. テリー・ケネディ
6. ヒューゴ・レノックス
7. ハリー・マクナルティ (C)
8. ギャビン・マリン
9. チャイ・マリンズ
10. マーク・ロッシュ
11. アンドリュー・スミス
12. ザック・ウォード

(C)はキャプテン